# Arachnidium
Arachnidium is een mosdiertjesgeslacht uit de familie van de Arachnidiidae en de orde Ctenostomatida. De wetenschappelijke naam ervan is in 1859 voor het eerst geldig gepubliceerd door Hincks.

## Soorten
- Arachnidium clavatum Hincks, 1877
- Arachnidium fibrosum Hincks, 1880
- Arachnidium hippothooides Hincks, 1859
- Arachnidium irregulare Harmer, 1915
- Arachnidium lacourti d'Hondt & Faasse, 2006
- Arachnidium simplex Hincks, 1880